# 名立川
名立川（なだちがわ）は、新潟県上越市名立区を流れる二級水系の河川である。

## 河川概要
流長は19.3kmで、大毛無山や不動山北斜面の渓流を集めて北流し、日本海へと注ぐ。
1972年に名立川さけ漁業生産組合が組織され、サケの稚魚の放流が始まった。以降地元のさけ漁業生産組合により毎年11月から12月にかけてサケ漁が行われている。